# Западный регион (Камерун)
За́падный регио́н (англ. West Region, фр. Région de l’Ouest) — одна из 10 административных единиц Камеруна высшего (первого) уровня. Административный центр — город Бафусам. До 2008 года Западный регион назывался Западной провинцией (англ. West Province, фр. Province de l'Ouest). Находится в центрально-западной части Камеруна. Западный регион граничит с: Северо-Западным регионом (на северо-западе), регионом Адамава (на северо-востоке), Центральным регионом (на востоке и юге), Прибрежным регионом (на юго-западе) и Юго-Западным регионом (на западе).
Западный регион является самым маленьким по площади (13 892 км²) из всех 10 регионов Камеруна, но при этом имеет самую высокую плотность населения (163,34 чел./км²).

## Административное деление
Административно Западный регион делится на 8 департаментов:
1. Бамбутос (Bamboutos) — 1 123 км²
2. О-Нкам (Haut-Nkam) — 958 км²
3. О-Плато (Hauts-Plateaux) — 415 км²
4. Кунг-Кхи (Koung-Khi) — 353 км²
5. Менуа (Menoua) — 1 380 км²
6. Мифи (Mifi) — 402 км²
7. Нде (Ndé) — 1 524 км²
8. Нун (Noun) — 7 687 км²

## Население и экономика
Западный регион входит в число наиболее экономически развитых регионов Камеруна. Экономическое развитие региона поддерживается в основном за счёт племен народов бамум и бамилеке. Высокая численность населения региона и относительно маленькая территория способствовали тому, что эти народы стали опытными фермерами и ремесленниками.

## Галерея

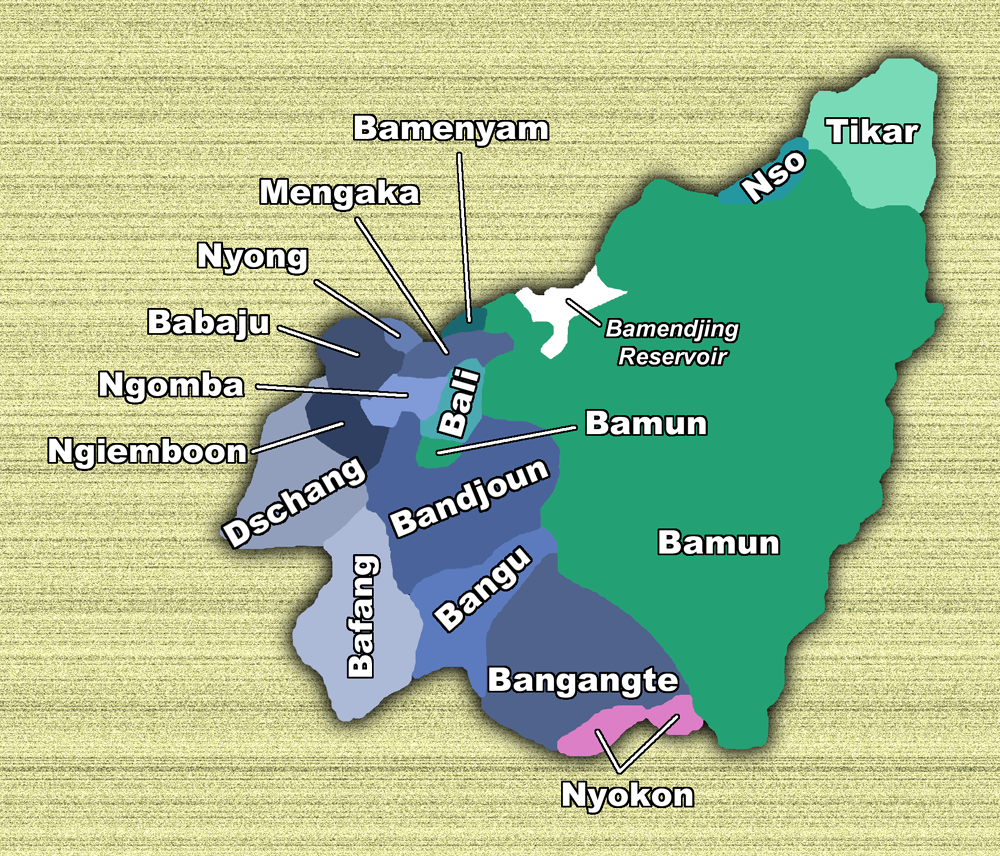
Географическое распределение этнических групп в Западном регионе.
Департаменты Западного региона.
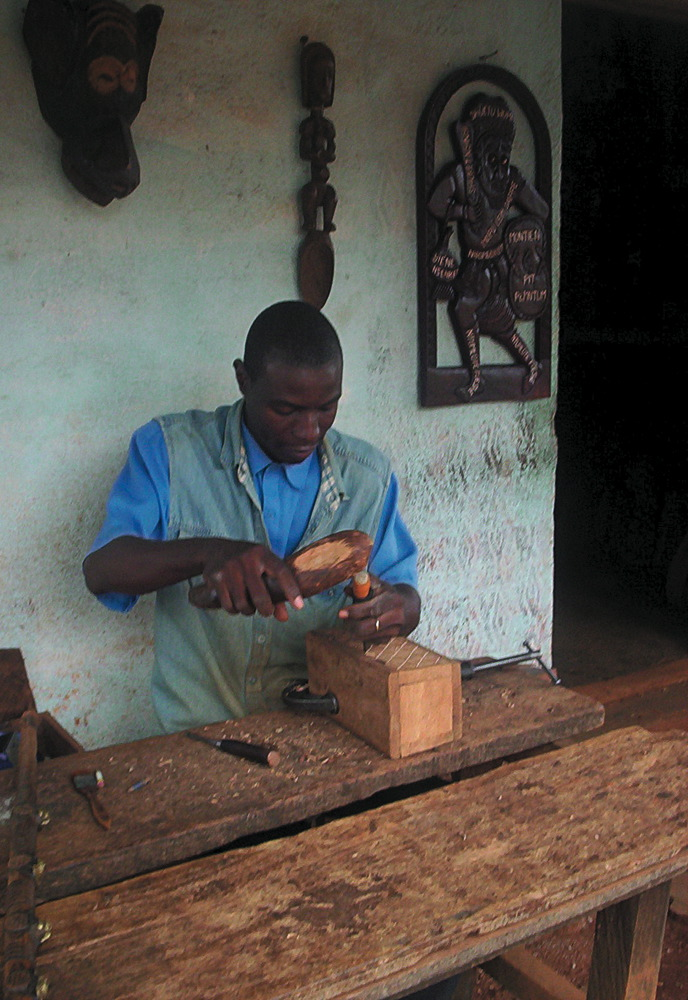
Популярным ремеслом среди Бамум является резьба по дереву.